# Neuweltfeldratten
Die Neuweltfeldratten (Graomys) sind eine in Südamerika lebende Nagetiergattung aus der Gruppe der Neuweltmäuse. Sie umfasst 4 Arten.
Diese mäuseähnlichen Tiere erreichen eine Kopfrumpfläng von 11 bis 17 Zentimetern, der Schwanz ist 12 bis 19 Zentimeter lang. Ihr Fell ist an der Oberseite gelbbraun oder graubraun gefärbt, der Bauch ist weiß. Der Schwanz, der länger als der Körper ist, ist behaart und endet in einer Quaste.
Sie sind im südlichen Südamerika beheimatet, ihr Verbreitungsgebiet erstreckt sich von Bolivien und dem mittleren Brasilien bis ins mittlere Argentinien. Sie sind weitverbreitet und leben sowohl am Boden als auch auf den Bäumen. Als Unterschlupfe dienen ihnen Felsspalten, Baumhöhlen oder verlassene Vogelnester. Zeitweise dringen sie auch in Häuser ein. Ihre Nahrung besteht aus Gräsern, Körnern und Früchten.
Es werden vier Arten unterschieden, keine davon ist laut IUCN gefährdet:
- Die Chaco-Neuweltfeldratte (Graomys chacoensis) (Synonym: Graomys centralis) bewohnt das zentrale Argentinien und wird als eine von G. griseoflavus getrennte Art geführt.
- Die Fahle Neuweltfeldratte (Graomys domorum) ist im südlichen Bolivien und dem nordwestlichen Argentinien beheimatet.
- Die Edith-Neuweltfeldratte (Graomys edithae) kommt nur im nordwestlichen Argentinien vor.
- Die Gewöhnliche Neuweltfeldratte (Graomys griseoflavus) ist von Bolivien und Brasilien bis Argentinien verbreitet.

Früher wurden die Arten teilweise in die Blattohrmäuse (Phyllotis) eingeordnet, nach heutigem Kenntnisstand dürften sie eher mit den Chaco-Mäusen (Andalgalomys) verwandt sein.